# Jardín japonés de Van Nuys
The Japanese Garden (Van Nuys) ( en español: Jardín japonés de Van Nuys), es un jardín japonés y jardín botánico de 6.5 acres (26,000 m²) de extensión, localizado en Van Nuys, California. 

## Localización
Se ubica en los terrenos del Tillman Water Reclamation Plant en el "Woodley Park" de Los Ángeles, en el barrio de Van Nuys, Estados Unidos, en medio del San Fernando Valley.
The Japanese Garden 6100 Woodley Avenue Van Nuys, Los Angeles county 91401 California United States of America-Estados Unidos de América.
Planos y vistas satelitales.34°11′1.32″N 118°28′50.88″O / 34.1837000, -118.4808000
La entrada es gratuita.

## Historia
Este jardín fue diseñado por el Dr. Koichi Kawana y construido entre 1980 y 1983, con inauguración formal el 18 de junio de 1984.
El jardín ha sido catalogado como el décimo jardín japonés público en los Estados Unidos de un total de 300, por la revista Journal of Japanese Gardening.

## Colecciones
Como una primera entrada del Jardín, se camina a través de un jardín seco Zen de meditación (Karesansui) que contiene un gran montículo cubierto de hierba, lo que representa a la isla Tortuga, un símbolo de longevidad, y a un arreglo de piedras que representan a los "Tres Budas". A continuación viene una amplia senda de paseo húmeda "chisen", jardín con cascadas, lagos, zonas verdes, y linternas de piedra. Al final del camino se encuentra el edificio Shoin con un auténtico 4-1/2 tatami (7 m²) casa de té y al lado de un "jardín de té".
Las charcas están repobladas con peces koi. Las plantas del jardín en su mayoría son plantas indígenas del Japón destacando colecciones de wisterias, lavandas, y azaleas entre otras.
El jardín es un lugar muy popular que se puede alquilar para ceremonias de bodas y también ha sido alquilada a los proyectos de Hollywood como Star Trek: The Next Generation donde apareció en varios planetas y lugares de la Flota Estelar en la Tierra, como la "Academia de la Flota".